# 封言道
封言道（616年—699年6月2日），字让，唐朝初年宰相封德彝之子，尚唐高祖第十二女淮南公主李澄霞，为驸马都尉。

## 生平
封言道家族为渤海封氏，祖籍蓨县（今河北景县），曾祖封隆之，北魏开府仪同三司、侍中、尚书右仆射、司徒、太保、安德郡宣懿公；祖父封子绣，北齊颍川、渤海二郡太守，霍、通二州刺史；父亲封德彝，唐朝尚书右仆射、司空、密明公。
封言道生于隋朝大业十二年（616年），唐朝武德八年（625年），年仅十岁的封言道袭父爵密国公（从一品），贞观四年（630年，十五岁）以门荫授左牵牛备身，充任皇宫侍卫；贞观十年（636年，二十一岁），授承议郎（从六品上）、行通事舍人（正六品下）。
贞观十二年（638年，二十三岁），封言道迎娶唐高祖第十二女淮南公主李澄霞，授驸马都尉。十六年（642年），出为汝州刺史、三年任满转汴州刺史。永徽三年（652年），母亲密国太夫人（杨素从妹）杨氏去世，丁忧守孝。次年夺情起为朝议大夫，守宁州刺史，此后历任齐州、蕲州、金州、虔州刺史，检校广州都督。乾封二年（667年），加通议大夫，都督广、新、韶等二十四州诸军事，守广州刺史。
上元二年（675年），召回长安，拜沧州刺史，历任瀛州、青州刺史，检校扬州大都督府长史。永隆二年（681年），加银青光禄大夫、行并州大都督府长史、扬州别驾。弘道元年（683年），迁怀州刺史。光宅元年（684年），再次任汴州刺史。
垂拱元年（685年），封言道因受到第五子封思履的牵连，被降为朝议郎（正六品上），削除密国公爵位，派到贵州任刺史，半道中改授温州刺史，后又晋升为朝散大夫，守滁州刺史。永昌元年（689年），魏王武承嗣呈献伪造“圣母临人，永昌帝业。”的瑞石，武则天大悦，号其石为“宝图”，大赦天下。封言道被加勋为上柱国，封蓨县开国子，迁淄州刺史，转任普州、婺州、宋州刺史。他共计历任州府长官（刺史）达二十三州之多，足迹遍布大半个中国。
证圣元年（695年），封言道悬车告老（告老引退，辞官家居）。万岁通天元年（696年），陪同武则天庆祝明堂建成，参与南郊大礼，加中散大夫（正五品上）。圣历二年（699年）夏六月患病，二十九日（公历6月2日）暴热（突发高热）薨于洛州富教里之私第，时年八十有四，死后与妻子淮南公主李澄霞合葬于唐高祖献陵。
封言道十三岁受九经大义于巨儒刘彦衡，十四岁受史传及仓雅于秘书监颜师古，从十五岁起“志于文，前后制诗赋碑诔等迄成六十卷。”又撰《陈朝文会集》三卷，又注解《金刚般若经》、《孝经》、《道德经》等书，今已失传。
封言道嗣子封思敏，第五子封思履。思敏生渠州刺史封守敬。守敬生封利建。利建生兼殿中侍御史封夏时。封言道次女嫁瀛洲束城郑赡。

## 墓志铭
1978年陕西省富平县焦家村农民在村南唐献陵陪葬墓东区的一座大墓旁打机井时发现了淮南公主李澄霞和驸马封言道的合葬墓，出土有两人的墓志铭。现存富平县文物管理所。